# Senur
Senur é uma vila no distrito de Vellore, no estado indiano de Tamil Nadu.

## Demografia
Segundo o censo de 2001,  Senur  tinha uma população de 7558 habitantes. Os indivíduos do sexo masculino constituem 51% da população e os do sexo feminino 49%. Senur tem uma taxa de literacia de 59%, inferior à média nacional de 59.5%: a literacia no sexo masculino é de 66% e no sexo feminino é de 51%. Em Senur, 12% da população está abaixo dos 6 anos de idade.